# 麥氏舌鰨
麥氏舌鰨為輻鰭魚綱鰈形目鰨亞目舌鰨科的其中一種，為熱帶海水魚，分布於中西太平洋澳洲海域，棲息在底層水域，生活習性不明。

## 扩展阅读
維基物種上的相關：麥氏舌鰨